# Олівер! (фільм)
«Олівер!» (англ. Oliver!) — британський музичний художній фільм режисера Керола Ріда. Екранізація однойменного мюзиклу Лайонела Барта, за мотивами роману Чарлза Дікенса «Пригоди Олівера Твіста».
Прем'єра відбулась 26 вересня 1968 року в Лондоні.

## Сюжет
Хлопчик-сирота Олівер Твіст веде безрадісне життя в робітному будинку при місцевій парафії. За зухвалу провину (Олівер попросив добавки до обіду) його карають і продають місцевому трунарю містеру Соверберрі. Не витримавши знущань в будинку трунаря, Олівер тікає від нього й опиняється в Лондоні, де потрапляє в зграю малолітніх кишенькових злодіїв, яку очолює старий Фейгін. Під час однієї з крадіжок Олівера ловлять, проте суд визнає його невинність. Жертва крадіжки, містер Браунлоу, вирішує залишити Олівера жити у себе. Проте Олівера згодом викрадають Ненсі та її приятель — досвідчений грабіжник Білл Сайкс. Олівера змушують взяти участь у пограбуванні, але план провалюється. 
Відчуваючи жалість до Олівера, Ненсі намагається повернути його містеру Браунлоу, проте Сайкс вбиває її й відправляє Олівера в лігво Фейгіна. На шум боротьби біля Лондонського мосту збігаються люди, які впізнають собаку Сайкса, яка приводить їх в лігво Фейгіна. Сайкс намагається втекти, захопивши Олівера в заручники, але його вбиває хтось з натовпу, вистріливши з пістолета. Під час облави діти-злочинці розбігаються. Фейгін, втративши усе награбоване, зникає разом зі спільником Доджером, а Олівер Твіст залишається жити з містером Браунлоу, який дізнається що цей хлопчик — його онук.

## У ролях
- Марк Лестер — Олівер Твіст
- Рон Муді — Фейгін
- Олівер Рід — Білл Сайкс
- Шені Велліс — Ненсі
- Джек Вайлд — Доджер
- Джозеф О'Коннор — містер Браунлоу
- Гаррі Секомб — містер Бамбл
- Г'ю Гріффіт — магістр
- Кеннет Кренем — Ной Клейпул
- Гільда Бейкер — міс Браунлоу
- Шейла Вайт — Бретт
- Фред Емні — наглядач робітного будинку

## Нагороди та номінації

### Премія «Оскар»(1968)
- Кращий фільм
- Кращий режисер (Керол Рід)
- Кращий художник (Джон Бокс, Теренс Марш, Вернон Діксон та Кен Магглстон)
- Кращий композитор (мюзикл)
- Спеціальна премія за хореографію (Онна Вайт)

### Номінації на премію «Оскар»
- Кращий актор (Рон Муді)
- Кращий актор другого плану (Джей Вайт)
- Краща адаптація (Вернон Гарріс)
- Кращий оператор (Освальд Морріс)
- Кращий художник по костюмах (Філіс Далтон)
- Кращий монтаж (Ральф Кемплен)

### Інші
- Приз VI Московського кінофестивалю (Рон Муді за роль Фейгіна)